# Südlicher Fleckenskunk
Der Südliche Fleckenskunk (Spilogale angustifrons) ist ein Raubtier in der Gattung Fleckenskunks (Spilogale), das vom mittleren Mexiko südwärts bis Costa Rica in Mittelamerika vorkommt.

## Merkmale
Der Südliche Fleckenskunk erreicht eine Kopf-Rumpf-Länge von 21 bis 25 Zentimetern, zu der ein 10 bis 14,5 Zentimeter langer buschiger Schwanz kommt, die Weibchen sind in der Regel etwas kleiner als die Männchen. Das Gewicht beträgt 240 bis 533 Gramm. Wie andere Fleckenskunks besteht die Fellfarbe aus einem schwarzen Fell mit weißen Flecken und Streifen, das arttypisch und zugleich variabel ausgebildet ist. Sie besitzen einen weißen Fleck zwischen den Augen und sechs teilweise in Flecken aufgelöste Streifen entlang des Rückens und der Körperseiten. Die zentralen Streifen verlaufen entlang der Mitte des Rückens bis zum Hinterleib, wo sie sich verzweigen und auf der Hüfte abwärts laufen. Das zweite Paar verläuft von den Ohren kommend parallel zu den zentralen Streifen und das dritte Paar läuft von den Vorderbeinen entlang der Körperseiten und trifft auf die abwärts laufenden Streifen auf der Hüfte, in die es teilweise übergeht. Die Schwanzspitze und das hintere Drittel des buschigen Schwanzes ist weiß gefärbt. An den Füßen besitzen die Tiere je fünf Zehen mit langen Krallen.
| 3 | · | 1 | · | 3 | · | 1 | = 34 |
| 3 | · | 1 | · | 3 | · | 2 | = 34 |

Der Schädel ist klein und schmal mit einem stark gekrümmten Hirnschädel. Die Schnauzenregion ist ebenfalls sehr schmal ausgebildet. Der Skunk besitzt im Oberkiefer pro Hälfte drei Schneidezähne (Incisivi), einen Eckzahn, drei Vorbackenzähne (Praemolares) und einen Backenzahn (Molar). Im Unterkiefer besitzt er einen zusätzlichen Backenzahn pro Hälfte. Insgesamt besitzen die Tiere somit 34 Zähne.

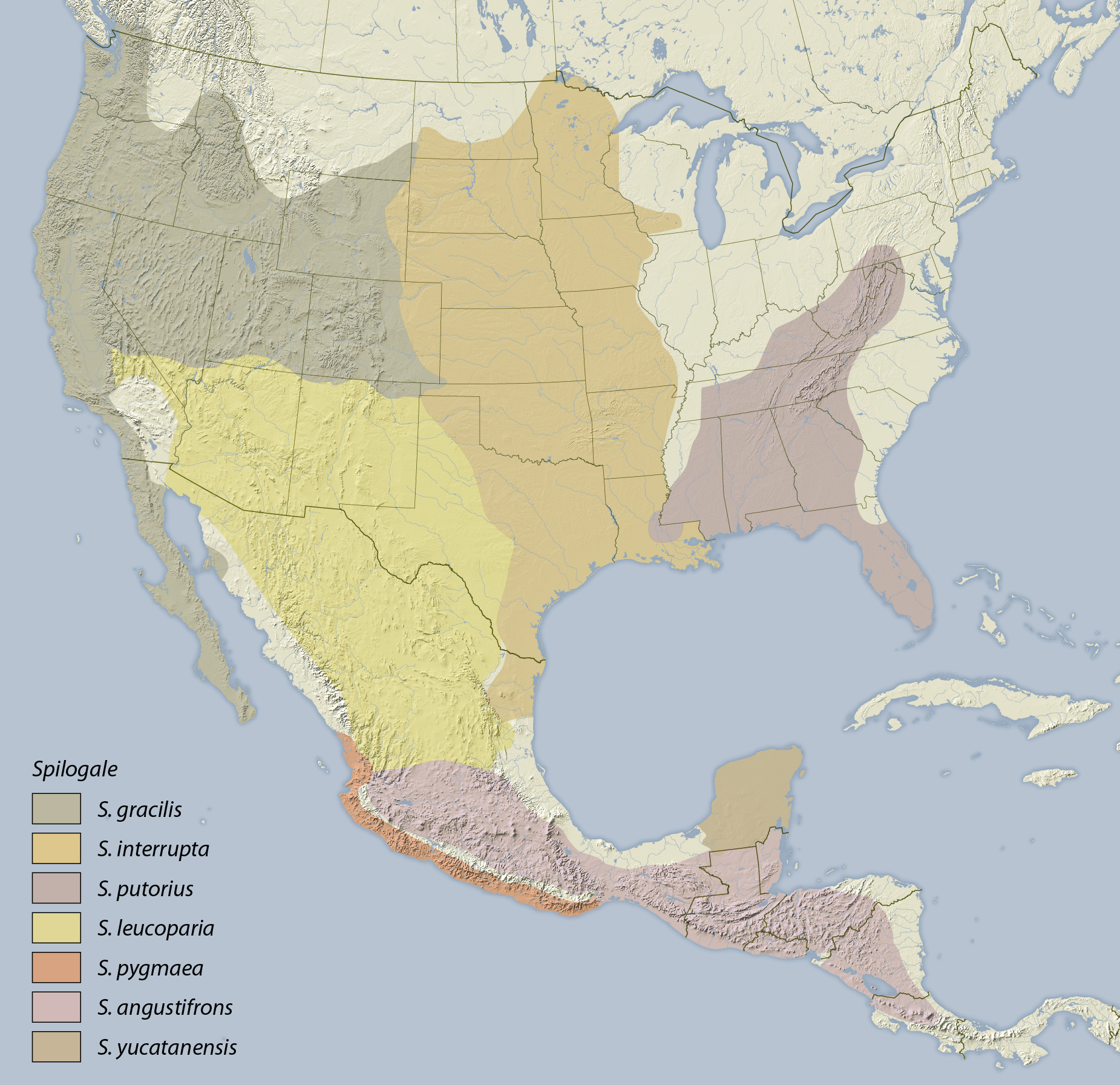
In Mittelamerika liegt das Verbreitungsgebiet des Südlichen Fleckenskunks (hier hell violett)

## Verbreitung
Das Verbreitungsgebiet der Art erstreckt sich vom mittleren Mexiko bis Costa Rica und schließt die Länder Belize, El Salvador, Guatemala, Honduras und Nicaragua ein. Die Fleckenskunkpopulationen auf der Halbinsel Yucatán werden heute als eigenständige Art (Spilogale yucatanensis) angesehen.

## Lebensweise
Dieser Skunk hält sich meist im Bergland bis in Höhen von 2800 Metern auf. Als Habitat werden steinige Bergflächen mit Busch- und spärlichem Baumbewuchs, Buschland und felsige Regionen gewählt, doch auch in Regenwaldgebieten mit dichtem Bewuchs, in Kiefernwäldern, in Grasland und auf landwirtschaftlich genutzten Flächen kommt die Art vor. Der Aktivitätsraum der Tiere wird auf etwa 64 Hektar geschätzt. In Gebieten, in denen der Skunk regelmäßig vorkommt besitzt er eine Besiedlungsdichte von fünf bis acht Individuen pro Quadratkilometer. Die Bauten der Tiere werden zwischen Baumwurzeln, unter Steinen und in hohlen Baumstämmen angelegt, zudem nutzen sie verlassene Bauten von Gürteltieren und anderen Säugern.
Dieser Skunk ist vornehmlich nachtaktiv und hält sich meist am Boden auf, kann aber im Bedarfsfall gut klettern. Er ernährt sich omnivor von Insekten, kleineren Wirbeltieren, Vogeleiern, Früchten und anderen Pflanzenteilen, wobei die wirbellosen Tiere etwa die Hälfte der Nahrung ausmachen. Am Hinterleib besitzt die Art wie alle anderen Skunks Stinkdrüsen, in denen Wehrsekrete zur Abwehr potenzieller Angreifer produziert werden.
Über die Fortpflanzung der Art liegen keine Daten vor und auch die Fortpflanzungszeit ist nicht bekannt.

## Systematik
Der Südliche Fleckenskunk wird als eigenständige Art innerhalb der Gattung der Fleckenskunks (Spilogale) eingeordnet, die aus vier Arten besteht. Die wissenschaftliche Erstbeschreibung stammt von Alfred Howell Howell aus dem Jahr 1902 anhand eines Individuums aus Tlalpan, das heute einen Stadtteil von Mexiko-Stadt darstellt. Zeitweise wurde die Art als Unterart des Östlichen Fleckenskunk (Spilogale putorius) betrachtet, wird jedoch anhand genomischer Unterschiede heute als eigene Art betrachtet.
Die Fleckenskunks stellen in ihrer Gesamtheit die Schwestergruppe der ebenfalls in Nord- und Mittelamerika verbreiteten Streifenskunks (Mephitis) dar. Die mehr auf Südamerika konzentrierten Weißrüsselskunks (Conepatus) werden diesen gegenübergestellt. Der Südliche Fleckenskunk gehört zusammen mit dem Westlichen Fleckenskunk (Spilogale gracilis), S. leucoparia und den Fleckenskunks aus der Sonora (Sonora-Klade) zur westlichen Klade innerhalb der Gattung Spilogale.
Innerhalb der Art werden heute keine Unterarten mehr unterschieden. Spilogale angustifrons yucatanensis gilt heute als eigenständige Art und gehört zur östlichen Klade innerhalb der Gattung Spilogale.

## Gefährdung und Schutz
Der Südliche Fleckenskunk wird von der International Union for Conservation of Nature and Natural Resources (IUCN) aufgrund des relativ großen Verbreitungsgebiets sowie der angenommenen Bestandsgröße und der Anpassungsfähigkeit an veränderte Lebensräume als nicht gefährdet („least concern“) eingestuft. Gefährdungen für die Art bestehen vor allem in Form von Waldbränden, der Anpflanzung von landwirtschaftlichen Monokulturen sowie dem Straßenbau und Fahrzeugverkehr.

## Belege
1. 1 2 3 4 5 6 7 8 9 10  J.W. Dragoo: Southern Spotted Skunk Spilogale angustifrons. In: Don E. Wilson, Russell A. Mittermeier (Hrsg.): Handbook of the Mammals of the World. Volume 1: Carnivores. Lynx Edicions, Barcelona 2009; S. 561–562. ISBN 978-84-96553-49-1.
2. 1 2 3 4 5  Spilogale angustifrons in der Roten Liste gefährdeter Arten der IUCN 2012.2. Eingestellt von: Reid, F., Timm, R. & Helgen, K., 2008. Abgerufen am 7. Juli 2013.
3. 1 2 3 4  Molly M. McDonough, Adam W. Ferguson, Robert C. Dowler, Matthew E. Gompper, Jesús E. Maldonado: Phylogenomic systematics of the spotted skunks (Carnivora, Mephitidae, Spilogale): Additional species diversity and Pleistocene climate change as a major driver of diversification. Molecular Phylogenetics and Evolution, Juli 2021, 107266, doi: 10.1016/j.ympev.2021.107266
4. 1 2  Don E. Wilson & DeeAnn M. Reeder (Hrsg.): Spilogale angustifrons in Mammal Species of the World. A Taxonomic and Geographic Reference (3rd edition).